# Lunarstorm
Lunarstorm, på den egna sajten skrivet LunarStorm, var en svensk kommersiell webbcommunity som grundades av entreprenören Rickard Eriksson, och drevs av företaget LunarWorks Holding AB, sedermera Lunar Group, Wyatt Media Group och till sist Nyheter24-gruppen. Lunarstorm var Sveriges största webbcommunity och en av landets mest besökta webbplatser. Lunarstorm hade som mest 1,2 miljoner medlemmar och hade i mars 2008 en halv miljon unika besökare per vecka. Användarna var till största delen ungdomar, och användarnas medelålder var 18,3 år under '00-talets mitt. Användningen var snarare att kommunicera med vänner ur verkliga livet än att hitta nya.
Lunarstorm lanserades även i Storbritannien under 2006, men då denna språkversion inte lyckades locka tillräckligt många användare lades den ned i juni 2007.
Hela Lunarstorm lades ner den 8 augusti 2010, och ersattes av webbmötesplatsen LS8 (Lunarstorm 8) som i sin tur lades ned hösten 2011.

## Historik

### 1996–2000: Starten av Stajl Plejs
År 1996 skapade Rickard Eriksson Nordens första digitala webbmötesplats. Den fick namnet Stajl Plejs Community. Stajl Plejs hade som mest 40 000 användare men servern som användes klarade inte av trycket och blev ofta överbelastad.

### 2000: Namnet Lunarstorm
Den 1 januari 2000 övertogs driften av Stajl Plejs av det nyskapade bolaget Lunarworks och dagen innan bytte webbplatsen namn till Lunarstorm, efter Rickard Erikssons flickväns användarnamn på Stajl Plejs. Rickard Eriksson uppgav i en intervju med Internetmuseum 2016 att namnet kommer från astrologi-begreppet Blue Lunar Storm som Eriksson uppfattade innebära: månaden maj som ett slags stjärntecken [...] den månaden den flickvännen var född i.

### 2001–2005: Finansiering
År 2001 hade Lunarstorm över 600 000 medlemmar men inga intäkter. Till en början finansierades Lunarstorm främst av så kallade banners och andra reklamkampanjer. Detta kom sedan att utvecklas till att i högre grad omfatta betal-sms och affärssamarbeten. Ett tidigt exempel är Lunarstorms eget kontantkort "Vrål". Under 2002 lanserades "Kolla" med vilket Lunarstorm kunde användas via mobiltelefonen. Samma år kom Lunarstorm Pro med vilken medlemmarna kunde få tillgång till vissa specialtjänster. Lunarstorm Pro ändrade helt förutsättningarna för Lunarstorms framtid då genomslagskraften och den ekonomiska vinsten gav mycket goda resultat.
En tidig affärspartner var OLW som sponsrade tjänsten "RajRaj", ett slags festrelaterat fotoalbum. Under åren kom och gick fler samarbetspartners i samband med lansering av nya tjänster, bland annat Arla Foods, Electronic Arts (EA Games), Loka, McDonald’s, Coca-Cola, Aftonbladet, Sveriges Radio och Logitech.

### 2006–2007: Nytt utseende och uppköp
I september 2006 fick webbplatsen ett helt nytt utseende. På den brittiska systersajten byttes utseendet några månader tidigare, i maj/juni samma år.
I februari 2007 köpte bolaget 40 procent av aktierna i Bilddagboken. Lunarstorm lanserade samtidigt en sorts gratis "galleri" istället för betaltjänsten Kollage, detta som ett led i att matcha Bilddagbokens fria bilduppläggningsfunktioner. I och med att Lunarstorms ägare den 4 oktober gjorde klart att de förvärvat 57 procent av språksajten Tyda så köpte de även de resterande aktierna i Bilddagboken. Lunarstorm, Bilddagboken och Tyda.se ingår numera i Wyatt Media Group, vars majoritetsägare är Sten Mörtstedt.

### 2007–2012: Nedgången

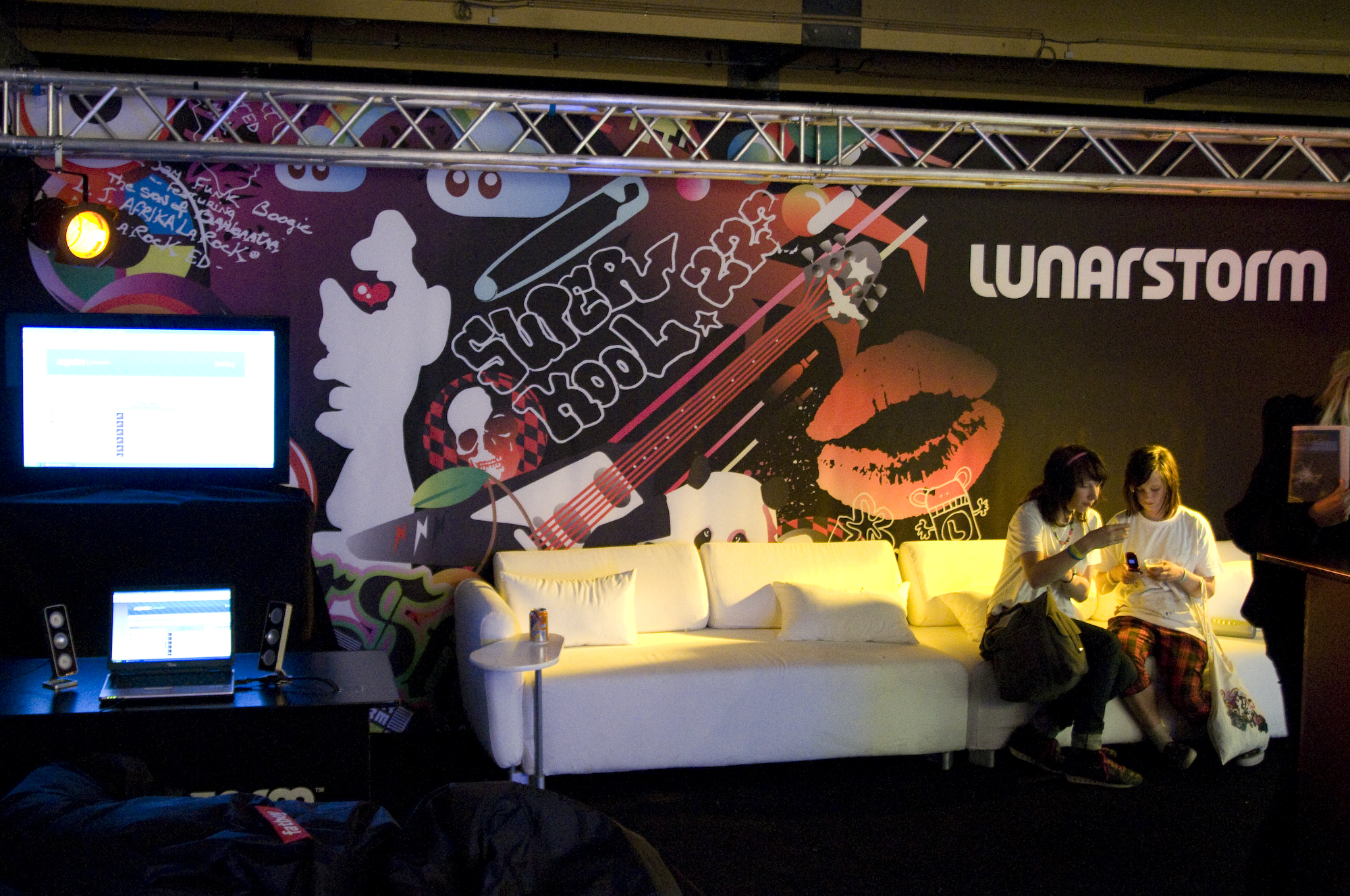
Lunarstorm på Dreamhack 2008.

Den 13 december 2007 tog Lunarstorm bort "Pro" från webbplatsen och gjorde allt innehåll gratis. Man satsade istället på en ny funktion på sajten, under beteckningen "Club Lunar", där medlemmarna fick tillgång till "exklusiva erbjudanden" och "häftiga tävlingar". På senare år kom Lunarstorm att kraftigt minska i popularitet. Ett exempel är "WZUP", som alla lunare kunde besvara varje dag (år 2004 besvarades frågan av cirka 150 000 personer per dag, och sommaren 2009 hade det sjunkit till 10 000–12 000 per dag). Lunarstorm själva ansåg att det berodde på större konkurrens från andra webbplatser för ungdomar, till exempel Bilddagboken, Hamsterpaj.net och Facebook. Ett annat exempel på minskad popularitet är att det år 2006 var ungefär 90 000–100 000 "lunare" online samtidigt. År 2009 hade det sjunkit till 1 500.
I juni 2010 meddelades att Lunarstorm skulle komma att läggas ner den 8 augusti samma år, och skulle komma att ersättas med den nya communityplattformen LS8. Lunarstorm-användare som gick över till LS8 hade möjlighet att importera sin presentation, galleri och blogg från Lunarstorm. I juni och juli 2011 tog LS8 en paus och communityn var då ej tillgängligt. LS8 var därefter aktivt en kortare period, men är sedan hösten 2011 inaktivt i väntan på intressenter som kan driva projektet vidare.
Länkarna till Lunarstorm och LS8 omriktades i oktober 2012 till Hamsterpaj.net. Detta upphörde efter en tid.[när?]

### Tidningen Debut
År 2003 startade Lunarstorm en papperstidning med namnet Debut. Inspirationskälla till tidningen tv-programmet REA, ett program för konsumentfrågor och produkttester riktat mot barn. Debut riktade sig mot lite äldre ungdomar och första numret trycktes i 100 000 exemplar. Försäljningen av tidningen, som kostade 29 kronor, var svag och efter första numret lades tidningen ned.

## Nostalgisajter
I september–november 2015 kunde allmänheten skicka e-post och be om att få bli betatestare av en nystartad så kallad nostalgiversion (startad av några gamla medlemmar). Den lanserades för allmänheten i januari 2016. Av kostnadsskäl gick den under ursprungsnamnet Stajlplejs istället för Lunarstorm. Den lades ned i januari 2024.